# Ray Flynn
Raymond Patrick Flynn (ur. 22 stycznia 1957 w Longford) – irlandzki lekkoatleta, średnio- i długodystansowiec, dwukrotny olimpijczyk.

## Kariera
Zajął 10. miejsce w biegu na 1500 metrów na mistrzostwach Europy juniorów w 1975 w Atenach. Odpadł w eliminacjach tej konkurencji na mistrzostwach Europy w 1978 w Pradze, a na halowych mistrzostwach Europy w 1979 w Wiedniu zajął 7. miejsce na tym dystansie.
Zdobył srebrny medal w biegu na 1500 metrów na halowych mistrzostwach Europy w 1980 w Sindelfingen, ulegając jedynie Thomasowi Wessinghage z Republiki Federalnej Niemiec, a wyprzedzając Pierre’a Délèze’a ze Szwajcarii. Odpadł w eliminacjach tej konkurencji na igrzyskach olimpijskich w 1980 w Moskwie, a na mistrzostwach Europy w 1982 w Atenach zajął w finale 8. miejsce. Odpadł w półfinale biegu na 1500 metrów na mistrzostwach świata w 1983 w Helsinkach.
Zajął 11. miejsce w finale biegu na 5000 metrów na igrzyskach olimpijskich w 1984 w Los Angeles. Odpadł w eliminacjach biegu na 1500 metrów na mistrzostwach świata w 1987 w Rzymie.
17 sierpnia 1985 irlandzka sztafeta 4 × 1 mila w składzie: Eamonn Coghlan, Marcus O’Sullivan, Frank O’Mara i Flynn ustanowiła rekord świata z czasem 15:49,06.
Flynn był mistrzem Irlandii w biegu na 1500 metrów w 1977 i 1985 oraz w biegu na 5000 metrów w 1982.
Trzykrotnie poprawiał rekord Irlandii w biegu na 1500 metrów do wyniku 3:33,5, a dwukrotnie w biegu na milę do rezultatu 3:49,77 (oba wyniki uzyskane w tym samym biegu 7 lipca 1982 w Oslo podczas Bislett Games). Są to aktualne (kwiecień 2020) rekordy Irlandii.
Pozostałe rekordy życiowe Flynna:
- bieg na 1500 metrów (pomiar automatyczny) – 3:34,65 (30 sierpnia 1985, Bruksela)
- bieg na 2000 metrów – 4:59,40 (29 sierpnia 1982, Stuttgart)
- bieg na 3000 metrów – 7:41,60 (13 lipca 1984, Londyn)
- bieg na 5000 metrów – 13:19,52 (24 czerwca 1984, Londyn)